# Альміро Бергамо
Альміро Бергамо (італ. Almiro Bergamo, 20 вересня 1912 — 4 липня 1994) — італійський академічний веслувальник.
Срібний призер Олімпійських Ігор 1936 року в складі розпашної двійки зі стерновим.
Чемпіон Європи 1935, 1938 років у складі розпашної двійки зі стерновим, срібний призер 1937 року в складі розпашної двійки зі стерновим.